# 乌蟒岛
乌蟒岛位于中国东北地区辽东半岛东侧的黄海中，是长山群岛里长山列岛中的一座岛屿，位于大长山岛以东26.5千米，属于辽宁省长海县小长山岛镇乌蟒村管辖。

## 地理
乌蟒岛形似海龟，圆而突兀，东西长2.5千米，南北宽0.7千米，海岸线长8.3千米，陆域面积1.7平方千米。沿岸多为基岩海岸，海蚀崖发育，多峭壁，岩礁遍布。